# Spinnweben-Steinbrech
Der Spinnweben-Steinbrech (Saxifraga arachnoidea) ist eine Pflanzenart aus der Gattung Steinbrech (Saxifraga) in der Familie der Steinbrechgewächse (Saxifragaceae). Die Art wurde von Kaspar Maria von Sternberg im Jahre 1804 im Valle d’Ampola westlich des Gardasees entdeckt.

## Beschreibung

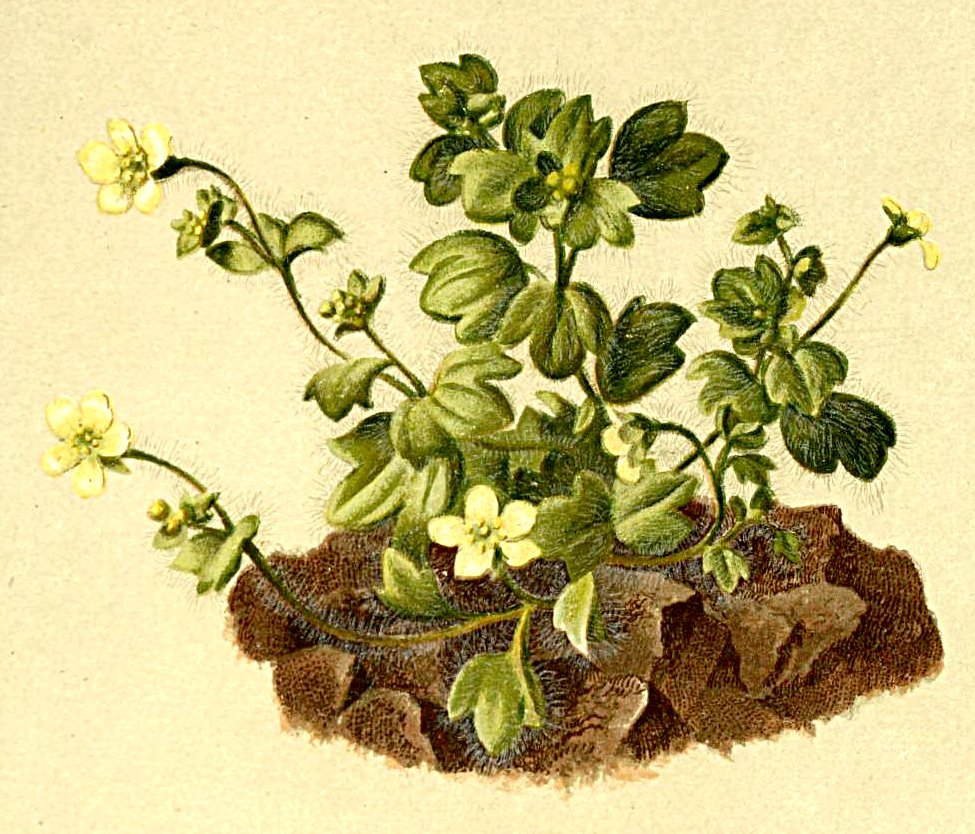
Spinnweben-Steinbrech, Illustration

### Vegetative Merkmale
Der Spinnweben-Steinbrech ist eine lockerrasig wachsende, ausdauernde krautige Pflanze, die Wuchshöhen von 10 bis 30 Zentimeter erreicht. Die Stängel sind niederliegend-aufsteigend, 10 bis 30 Zentimeter lang und reich verzweigt. Die Grundblätter sind nicht als Rosette angeordnet, ihr Umriss ist nierenförmig bis rundlich, sie sind 15 bis 20 Millimeter lang und 19 bis 15 Millimeter breit, gelbgrün, dünn, beinahe durchscheinend und verschmälern sich plötzlich oder kurz keilig in den Blattstiel; an der Vorderseite sind 3 bis 5 groben Zähne vorhanden. Der Stiel der unteren Blätter ist etwa so lang wie die Spreite. Die oberen Stängelblätter sind kleiner und fast sitzend. Stängel und Blätter sind mit langen, klebrigen Drüsenhaaren bedeckt, was der Pflanze ihren Namen verleiht.

### Generative Merkmale
Der Blütenstand ist vom vegetativen Teil des Stängels nicht scharf abgesetzt. Jeweils ein bis drei Blüten sind an den gabelig verzweigten Stängeln vorhanden. Die Blütenstiele sind mehrmals länger als die Blüte. Die 5 Kelchzipfel sind eiförmig, waagerecht spreizend und 1,5 bis 2 Millimeter lang. Die Kronblätter sind blassgelb, verkehrt eiförmig, am Grund kurz genagelt, stumpf, 2 bis 3 Millimeter lang. Die 10 Staubblätter sind nicht länger als die Kelchzipfel. Der Fruchtknoten ist breit eiförmig und halbunterständig. Die Fruchtkapsel ist 3,5 bis 4,5 Millimeter lang. Die Samen sind eiförmig, 0,75 Millimeter lang, glänzend schwarzbraun und schwach gefurcht. Die Blütezeit reicht von Juni bis August.
Die Art hat die Chromosomenzahl 2n = 56 oder 66.

## Vorkommen
Der Spinnweben-Steinbrech kommt in Judikarien und den Bergamasker Alpen in regengeschützten Lagen unter Kalkfelsen und Überhängen in Höhenlagen von 600 bis 1700 Meter vor. Diese Art ist selten. Sie ist an diesen Standorten oft vergesellschaftet mit anderen Endemiten Judikariens wie der Graugrünen Nabelmiere (Moehringia glaucovirens) oder der Wiesenrautenblättrige Akelei (Aquilegia thalictrifolia). Alle Fundorte liegen außerhalb der größten eiszeitlichen Vergletscherung.